# Слєднєв Володимир Петрович
Володимир Петрович Слєднєв (рос. Владимир Петрович Следнев, 29 липня 1938, місто Кізел, тепер Пермської області, Росія) — український політик та науковець. Депутат Верховної Ради України 1-го скликання. Доктор технічних наук, професор.

## Життєпис
Слєднєв Володимир Петрович народився 29 липня 1938 року, у м. Кізел Пермської області, РРФСР, в робітничій родині.
Закінчив Донецький політехнічний інститут за фахом «інженер-металург» та Донецький державний університет за фахом «економіст». Навчався на курсах менеджерів при інституті проблем світової економіки Угорської Академії Наук, Школі бізнесу у Великій Британії, Каліфорнійській академії бізнесу в США; стажувався на металургійних підприємствах Австрії (Ферст-Альпіне).
З 1960 року працював робітником по прибиранню гарячого металу, підручним вальцювальника, вальцювальником, старшим вальцювальником, майстром, старшим майстром, начальником зміни, начальником дільниці, заступником начальника цеху, головним прокатником Донецького металургійного заводу ім. В. І. Леніна.
З 1982 року — головний інженер Краматорського металургійного заводу. У 1985— 1986 роках — директор Єнакієвського металургійного заводу.
У 1986— 1994 роках — директор Донецького металургійного заводу імені В. І. Леніна Донецької області.
Доктор технічних наук, професор, академік Гірничої академії наук України, академік Інженерної Академії наук України та почесний академік Петровської академії наук (Санкт-Петербург).

## Політична діяльність
Член міського комітету КПУ; депутат районної та міських Рад Краматорської, Єнакієвської, Донецької; член обласної ради профспілок робітників металургійної промисловості; Член Державної Думи.
Висунутий кандидатом у народні депутати, трудовим колективом Донецького металургійного заводу ім. В. І. Леніна, ПТП ВО «Укрчорметавтоматика», БУ тресту «Донбасдомнаремонт», БУ тресту «Укрметалургремонт».
18 березня 1990 року був обраний Народним депутатом України, здобувши у другому турі 64,17% голосів, з-поміж 4 претендентів. Входив до депутатської групи «Центр», фракції «Нова Україна».
Член Комісії Верховної Ради України у питаннях законодавства і законності та Конституційної комісії. У 1992 році кандидат на посаду глави уряду, член Вищої економічної Ради при Кабінеті Міністрів України, а потім Держдуми при Президентові України.

## Нагороди
- Орден Трудового Червоного Прапора,
- Орден «Знак Пошани»,
- срібна та бронзова медалі ВДНГ СРСР.
- звання «Найкращий винахідник чорної металургії СРСР».
- Відзнака Президента України — ювілейна медаль «25 років незалежності України» (2016).[2]